# Argentinsko jezero
Argentinsko jezero (špansko Lago Argentino) je jezero v patagonski provinci Santa Cruz v Argentini, na 50° 2′ J 72° 4′ Z. Je največje sladkovodno jezero v Argentini s površino 1.415 km2 (največja širina 32 km). Ima povprečno globino 150 m in največjo globino 500 m.
Jezero leži v narodnem parku Los Glaciares v pokrajini s številnimi ledeniki, napaja pa ga ledeniška talina več rek, voda iz jezera Viedma, ki jo prinaša reka La Leona, in številni gorski potoki. Njegovo porečje znaša več kot 17.000 km2. Vode iz Argentinskega jezera tečejo v Atlantski ocean skozi reko Santa Cruz.
Vzhodna stran jezera se izgublja v prostranih ravnicah pampe.
Najpomembnejše mesto na obali jezera je El Calafate, prebivalci živijo od turistov, ki želijo obiskati ledenik za teljenje.

## Značilnosti
Jezero je na nadmorski višini 178 metrov in ima površino 1415 km², skupno prostornino 219 hm³ in povprečno globino 150 m, na nekaterih točkah doseže 500 m, kar ga uvršča med 20 najglobljih jezer na svetu in tretje najgloblje v Ameriki za jezerom O'Higgins / San Martín in jezerom General Carrera / Buenos Aires, ki se nahajata v Patagoniji in si ga delita Argentina in Čile.
Ima glavno telo in dva dolga in nepravilna zahodna kraka, ki se nahajata v narodnem parku Los Glaciares; vanj se steka več ledenikov, med katerimi izstopata ledenik Perito Moreno in Upsala. Na južni obali jezera je mesto El Calafate, najpogostejša turistična baza za raziskovanje regije.
Na vzhodnem koncu jezera, natančneje ob izlivu reke Santa Cruz, je bilo konec 19. stoletja postajališče aike ali aonikenk, imenovano Carr Aiken.

## Raziskovanje
Med začetniki njegovega raziskovanja je kontraadmiral Valentín Feilberg, tedanji podporočnik argentinske škune Chubut, ki je novembra 1873 odkril in raziskal njegove obale na čolnu. Vendar ga je zamenjal za jezero Viedma, ki je bilo odkrito skoraj 100 let prej. 
15. februarja 1877 sta Perito Moreno in Carlos Moyano prišla do jezera. Moreno, istoimenski ledenik z istim imenom, mu je dal ime Lago Argentino.

## Toponimi
Ljudje Aonikenk bi jezersko telo imenovali Kelta, čeprav ni zgodovinskih dokazov, ki bi se nanj sklicevali. Pozneje so prvi raziskovalci jezero poimenovali Santa Cruz, nazadnje pa ga je strokovnjak Francisco Moreno preimenoval v Argentinsko jezero, ker ga je osupnila lepota in neizmernost območja, ki ga je kasneje krstil v čast svoji domovini, s katero je primerjal jezero, zaradi močne modre barve njegovih voda (podobna barvi argentinske zastave).
- Ledena gora se je ločila od ledenika Perito Moreno.
- Južni ali čilski plamenec (Phoenicopterus chilensis) na obalnem območju.
- Severni krak jezera.

## Ledenik
Zahodni del močno razvejanega jezera se razteza v Ande. Ledeniški jeziki južnega ledenega polja se stekajo v jezero na več mestih.
Ledenik Perito Moreno je svetovno znan, saj se v jezero lomijo ogromne ledene gore s 50 metrov visokega ledeniškega čela. V nekaterih letih ledeniški jezik deli del jezera. Nato se en del kopiči, dokler pritisk vodnih mas ne postane prevelik in jezik ledenika poči v divjem spektaklu (zadnjič marec 2018).